# اضطرابات طيف التوحد في وسائل الإعلام
تصف اضطرابات طيف التوحد (ASDs) أو حالات طيف التوحد (ASCs) مجموعة من الحالات تصَّنف على أنها اضطرابات نمو عصبي في الدليل التشخيصي والإحصائي للاضطرابات النفسية، تستخدم من قبل الجمعية الأمريكية للطب النفسي. كما هو الحال مع العديد من الخلايا العصبية المتباينة للأشخاص والحالات، إن الصورة الشائعة للأشخاص المصابين بالتوحد والتوحد ذاته يستند غالبًا على تمثيلات وسائط غير دقيقة. إضافةً إلى ذلك قد تعزز وسائل الإعلام العلوم الزائفة حول التوحد مثل الجدل حول استخدام اللقاح أو التواصل المُيسَّر.منذ السبعينيات أصبحت الصورة الخيالية للأشخاص المصابين بالتوحد ومتلازمة أسبرجر وغيرها من ASCs أكثر شيوعًا. غالبًا ما يعتمد الإدراك العام للتوحد على هذه الصور الخيالية في الروايات والسير الذاتية والأفلام والمسلسلات التلفزيونية وأيضًا غالبًا يتم تصوير التوحد في وسائل الإعلام هذه الأيام بطريقة تظهر الشفقة على الجمهور واهتمامهم بالموضوع لأن وجهة نظرهم لا تظهر أبدًا مما يجعل الجمهور لا يملك فكرة عن التوحد وتشخيصه. على سبيل المثال القدرات غير النمطية (كالقدرة على ضرب أعداد كبيرة دون آلة حاسبة) قد يُساء تفسير الصور في وسائل الإعلام للشخصيات من قبل المشاهدين على أنها تصوير دقيق لجميع المصابين بالتوحد والتوحد ذاته.وضح جيمس ماكغراث أن الصورة النمطية للأفراد المصابين بالتوحد قائمة على أنهم ناجحون في الرياضيات والعلوم إلى جانب الخيال غير المرغوب فيه وهي تظهر على نطاق واسع في الأدب.

## أعمال خيالية
منذ الستينيات، ظهرت الشخصيات في السينما والتلفزيون والطباعة التي يمكن وصفها بأنها "على طيف التوحد" . تم تقديم الشخصيات بوصفها مصابة بالتوحد علنًا في الشريعة أو تم تصميمها مع وضع واحدة من العديد من  ASCs" مراكز الجراحة الإسعافية" في الاعتبار.

## أعمال واقعية
- أطفال النجوم (2007) هو فيلم وثائقي عن الأطفال المصابين بالتوحد في الصين، يدرس الفيلم الصعوبات التي يعاني منها آباء الأطفال المصابين بالتوحد ونقص الموارد الدولية لهذه الأُسَر.[9]

- التوحد: المسرحية الموسيقية (2007) هو فيلم وثائقي يتناول عن حياة الأطفال المصابين بالتوحد وعائلاتهم، بينما يكتب الأطفال ويتدربون على الإنتاج المسرحي. فاز الفيلم بعدة جوائز من ضمنها جائزتي إيمي.[10] [11]يركز الفيلم حول مشروع المعجزة وهي منظمة غير ربحية تركز على توفير منفذ إبداعي للأطفال المصابين بالتوحد.[12]

- فتى الحصان (2009) هو كتاب وفيلم وثائقي (كلاهما صدر في نفس العام)، كما يتبع عائلة إيزاكسون في رحلتهم إلى منغوليا لمساعدة ابنهما المصاب بالتوحد.

- تمبل غراندين (2010) يصنف على أنه دراما سيرة ذاتية للمدافع المعروف عن التوحد تمبل غراندين.

- X+Y (٢٠١٤) فيلم يستند بطله ناثان إليس إلى العبقري الرياضي دانيال لايتوينج الذي يعاني من متلازمة أسبرجر.

- فيلم العجز الكبير(2015) هو فيلم عن ركود في" عام 2008 "يركز بشكل كبير على مدير صندوق التحوط مايكل بوري الذي يلعب دوره الممثل الإنجليزي كريستيان بيل في دور قيادي. يعتقد بوري أنه مصاب بطيف التوحد ومتلازمة أسبرجر ولكن لم يتم التطرق لهذا في الفيلم ولكنه مضمن. [13]
- (Chicos de otro planeta) (٢٠١٣)هو فيلم وثائقي عن الشباب المصابين بأسبرجر في تشيلي وراوي الفيلم الممثل التشيلي غريكس.

- البستاني المصاب بالتوحد (2015) هو عبارة عن سلسلة وثائقية للقناة الرابعة يقوم فيها مجموعة من المصابين بالتوحد بإعادة تصميم حدائق الناس.[14]

- فتيات مصابات بالتوحد (2015) هو فيلم وثائقي يتبع ثلاث فتيات في ليمبسفيلد جرانج وهي مدرسة متخصصة في المملكة المتحدة.

- بوذا المصاب بالتوحد (2017) هي رواية غير خيالية عن رحلة الأفراد المصابين بالتوحد إلى ألمانيا والصين، ويتناول ما تعلَّموه من تجارب.[15]

- الإخوة المصابون بالتوحد (2018) هي رواية غير خيالية كتبها شخص مصاب بالتوحد العالي وعلاقته بأخيه المصاب بالتوحد المنخفض الأداء، يتحدى هذا الكتاب العديد من الأساطير حول التوحد.[16][17]

## نظرية لقاح الحصبة والنكاف والحصبة الألمانية
كان لقاح الحصبة والنُّكَاف والحصبة الألمانية موضوع جدل ناتج عن نشر ورقة لعام 1998 من قبل أندرو ويكفيلد وأشخاص آخرين. في عام 2010 وجد المجلس الطبي العام أن بحث ويكفيلد كان "غير نزيه" تم الإعلان من قبل المجلة الطبية البريطانية أن البحث صُنِّف على أنه احتِيالي في عام 2011.
نشرت مقالة في مارس 2007 من قِبَل"بي إم سي للصحة العامة"افترضت أن تقارير وسائل الإعلام عن دراسة ويكفيلد "خلقت انطباعًا مضللًا بأن الأدلة التي لها صلة بالتوحد كانت جوهرية مثل الأدلة ضدها". توصلت الأوراق السابقة في الاتصالات وفي الطب والمجلة الطبية البريطانية إلى أن التقارير الإعلامية قدمت صورة مضللة لمستوى الدعم لنظرية ويكفيلد.
لاحظ فريق العلاقات العامة أنه بعد إزالة ويكفيلد من السجل الطبي العام لسوء سلوكه في مايو 2010؛ تفاعل 62%من المستجيبين لاستطلاع الرأي بشأن الجدل حول لقاح الحصبة والنكاف والحصبة الألمانية، قدموا رأيهم بأنهم يعتقدون أن وسائل الإعلام لم تجري تقارير مسؤولة عن القضايا الصحية.
تضمَّن مقال تم نشره من قِبَل مجلة نيو إنجلاند الطبية يدْرُس تاريخ مضادات التطعيم حيث أن معارضة اللقاحات موجودة منذ القرن التاسع عشر ولكن في الوقت الحالي "وسائل الإعلام المهتمة لمضادات التطعيم عادة تكون التلفزيون والإنترنت بما في ذلك وسائل التواصل الاجتماعي التي عادةً تستخدم للتأثير على الرأي العام وصرف الانتباه عن الأدلة العلمية".
ناقشت المجلة الطبية البريطانية دور وسائل الإعلام في إثارة قضية التطعيم ضد الحصبة والنكاف والحصبة الألمانية.
حظيت الورقة الأصلية باهتمام الكثير من وسائل الإعلام مع إمكانية القدرة على الإضرار بالصحة العامة؛ بحيث يصعب العثور على تشابه في تاريخ العلوم الطبية، تم إكتشاف العديد من عمليات الإحتيال الطبية الأخرى بشأن القضايا الصحية الأقل أهمية بطريقة أسرع بعد النشر.
كما أثارت مخاوف بشأن مسألة دور الصحفيين الذين يكتبون حول النظريات العلمية بأنهم" ليسوا في وضع يُخوِّلهم للتشكيك في هذه النظريات والسؤال والفهم".  وصف نيل كاميرون المؤرِّخ المتخصص في تاريخ العلوم الذي يكتب لصحيفة مونتريال جازيت الجدل بأنه "فشل الصحافة" الذي أدى إلى وفيات غير ضرورية، موضحًا بأنه١-  لم ينبغي على مجلة لانسيت أن تنشر دراسة تستند على " نتائج لا معنى لها إحصائيًا"من 12 حالة فقط. ٢-استمرار الحملة الصليبية من قبل مجلة" برايفت آي الساخرة" المناهضة للتطعيم. ٣- إكتِساح الخوف على نطاق واسع من الأباء القلقين ومشاهير"nincompoop". ذكرت الجريدة الرسمية أيضًا مايلي: ليس هناك ما يضمن أن كشف الدراسة الأصلية سيكون لها تأثير سيء على جميع الآباء، سيكون على الخبراء الطبيِّين العمل بجد لمحاولة التقليل من الأضرار التي لحقت بهم بسبب باحث طبي مُتمرِّد تم فحص عمله بطريقة غير محترفة من قبل مجلة دولية رفيعة المستوى.

## أشخاص متوحدين
أصبحت تكهنات وسائل الإعلام بشأن الشخصيات المعاصرة على أن ظاهرة "إن طيف التوحد" شائعة في الآونة الأخيرة. كما ذكرت مجلة نيويورك بعض الأمثلة متضمنة أن مجلة تايم أشارت إلى احتمالية أن بيل غيتس مصاب بالتوحد وأن كاتب سيرة وارن بافت ذكر أن ذاكرته المذهلة و"افتتانه بالأرقام" يعطيانه "الهالة الغامضة لشخص مصاب بالتوحد".
كما هناك بعض الشخصيات البارزة مثل مصمم أنظمة مناولة الحيوانات الأمريكية والمؤلف تمبل غراندين والناقد والمؤلف الموسيقي الأمريكي الحائز على جائزة بوليتزر تيم بيج،  أيضًا الناشطة البيئية السويدية غريتا تونبرج المصابة بالتوحد.